# Базилика (пушка)

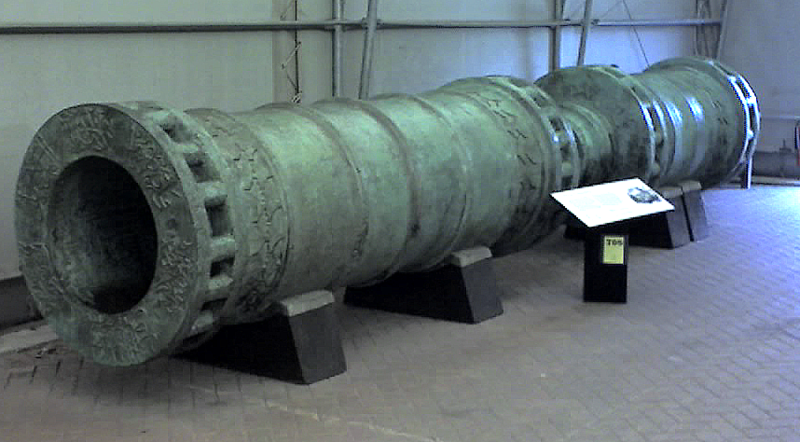
Дарданелльская Пушка — аналог «Базили́ки», отлитый в 1464 г. и ныне хранящаяся в форте Нельсон

Базили́ка, или Османская Пушка — огромная бомбарда, отлитая из бронзы за три месяца венгерским инженером Урбаном в середине XV века.

## История

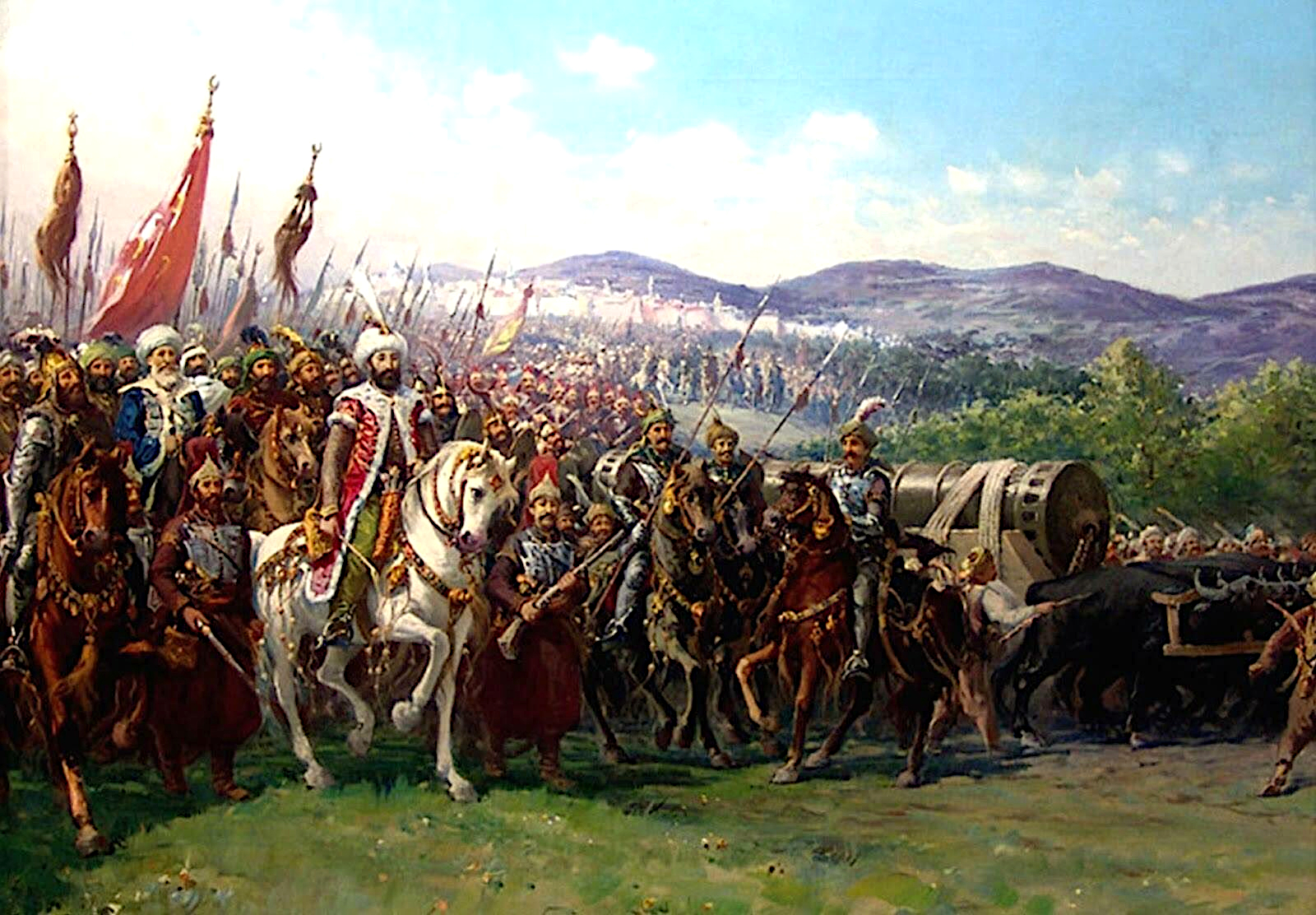
Фаусто Зонаро. «Мехмед II у стен Константинополя». 1903 г. На заднем плане — бомбарда Базилика

Урбан построил «Базилику» для османского султана Мехмеда II, когда в апреле 1453 года турки осадили Константинополь, бывший тогда столицей Византийской империи. Эта бомбарда имела много недостатков, но обладала большой пробивной силой, которая позволила турецким артиллеристам разрушить прочные стены Константинополя. 29 мая 1453 года удачный выстрел из «Базилики» проделал огромную брешь в стене города, что помогло туркам одержать победу.
Уже на второй день эксплуатации на «Базилике» появились трещины, а через шесть недель она и вовсе разрушилась от собственной отдачи.

## Основные параметры
Точных данных, как и изображений, о «Базилике» не сохранилось, поэтому ниже приведены её приблизительные характеристики по описаниям различных источников:
- Длина: ~8-12 м;
- Масса: ~32 т;
- Диаметр ствола: ~75—93 см;
- Ядро: масса ~540—590 кг, диаметр ~73—91 см;
- Дальность выстрела: ~2 км;
- Расчёт: 30 пар быков; также сюда входили 50 плотников и 200 рабочих для создания деревянных мостков; всего для обслуживания и стрельбы из бомбарды требовалось около 700 человек[1];
- Время перезарядки: ~1 час.

## Дарданелльская пушка
По образцу «Базилики» в 1464 году османы отлили ещё одно огромное орудие. Эта пушка весом 18,6 тонны, длиной 5,18 метра, стрелявшая каменными ядрами диаметром 63 см, в 1807 году использовалась турками против британского флота, прорывавшегося через Дарданеллы к Стамбулу. В 1866 году, по случаю государственного визита, турецкий султан Абдул-Азиз подарил «Дарданелльскую пушку» королеве Виктории. В настоящее время орудие экспонируется в форте Нельсон.